# Blapsilon montrouzieri
Blapsilon montrouzieri là một loài bọ cánh cứng trong họ Cerambycidae.